# Football Club de Nantes 1964-1965
Questa voce raccoglie le informazioni riguardanti il Football Club de Nantes nelle competizioni ufficiali della stagione 1964-1966.

## Stagione
Reduci dall'ottima annata d'esordio in massima serie, nella stagione 1964-1965 i canarini migliorarono ulteriormente la prestazione fornita all'esordio in massima serie dell'anno precedente, andando a vincere il campionato.
Il debutto stagionale avviene il 29 agosto 1964, in casa del Monaco contro cui i jaune et verts perdono per 4-1, con Jacques Simon che segna l'unico gol del Nantes su calcio di rigore in chiusura di primo tempo.
Nonostante la sconfitta i canarini di Arribas si riscattano la giornata seguente battendo allo Stade Makaloff i campioni in carica del Saint-Étienne per 4-1: doppietta di Simon e gol di Muller e dell'algerino Boukhalfa.
Ripetono l'exploit nelle giornate seguenti contro Rouen (3-0), Stade Français (2-4), Lens (3-0) e Angers (2-1), grazie alle quali il Nantes raggiunge, all'ottava giornata, la vetta della classifica, staccando Sochaux, Olympique Lione e Tolone.
La permanenza alla vetta della classifica dura tuttavia poco perché a partire dalla giornata successiva, con la sconfitta per 0-3 contro il Tolosa, è il Lione che torna primo.
Nelle giornate successive i canarini inanellano una serie di risultati negativi: due sconfitte (Valenciennes e Rennes e tre pareggi (Sedan, Sochaux e Olympique Lione). Questi risultato portano i canarini a -4 dalla capolista, con la classifica che al giro di boa vede il Nantes a quota 19 punti dietro Valenciennes, Lione, Sochaux e Bordeaux.
Così come l’inizio del torneo qualche mese prima, la fase discendente del campionato non parte nel migliore dei modi per il Nantes, che perde 0-2 in casa del Saint-Étienne, tuttavia questo sarà l'ultimo "scivolone" dei gialloverdi, che a partire già dalla giornata seguente cominciano una cavalcata verso la vetta della classifica con otto risultati utili, frutto di 4 pareggi e 4 vittorie, tra cui la fondamentale vittoria per 2-0 contro il Bordeaux alla ventiduesima giornata, che permette ai canarini di ridurre lo svantaggio dalla capolista.
Alla ventisettesima giornata passano nuovamente in testa alla classifica, complice la vittoria del Lione sul campo del Bordeaux e la vittoria casalinga per 1-0 contro il Valenciennes, davanti a 15 000 spettatori. La conquista definitiva del titolo avvenne all'ultima giornata, dopo aver surclassato tutte le concorrenti nelle ultime dieci giornate del campionato, con i canarini che tra le mura amiche battono il Monaco.
Diverso il cammino della maison jaune nell coppe nazionali: in Coppa di Francia vengono subito eliminati agli ottavi di finale dallo Stade Français, discorso contrario però in Coupe de la Ligue, antenata dell'omonima competizione più recente, dove i canarini dopo aver passato la fase a gironi contro Bordeaux, Limoges e Rennes, raggiungono e vincono agevolmente la finale contro il Tolone.

## Maglie e sponsor
Per la stagione 1964-1965, il colletto con bottoni della precedente divisa viene sostituito da un girocollo verde, mentre la livrea della divisa rimane gialla.
| Manica sinistra · Manica sinistra · Maglietta · Maglietta · Manica destra · Manica destra · Pantaloncini · Calzettoni |

## Organigramma societario
Area direttiva
- Presidente:  Jean Clerfeuille

Area tecnica
- Allenatore:  José Arribas

## Rosa
Aggiornato al 30 maggio 1975.
| N. |                      | Ruolo | Calciatore          |
| -- | -------------------- | ----- | ------------------- |
| 1  | Francia (bandiera)   | P     | Daniel Eon          |
| 4  | Francia (bandiera)   | D     | Robert Budzynski    |
| 5  | Francia (bandiera)   | D     | Gilbert Le Chenadec |
| 6  | Francia (bandiera)   | D     | Robert Siatka       |
| 8  | Francia (bandiera)   | C     | Sadek Boukhalfa     |
| 9  | Francia (bandiera)   | A     | Jacky Simon         |
| 10 | Argentina (bandiera) | A     | Rafael Santos       |
| 11 | Francia (bandiera)   | C     | Ramon Muller        |
| 12 | Francia (bandiera)   | C     | Lionel Lamy         |
| 15 | Francia (bandiera)   | D     | Gabriel De Michèle  |
| 18 | Francia (bandiera)   | C     | Bernard Blanchet    |

| N. |                    | Ruolo | Calciatore           |
| -- | ------------------ | ----- | -------------------- |
| -  | Francia (bandiera) | P     | André Castel         |
| -  | Francia (bandiera) | D     | Georges Bout         |
| -  | Francia (bandiera) | D     | Yves Jort            |
| -  | Francia (bandiera) | D     | Georges Grabowski    |
| -  | Francia (bandiera) | C     | Bernard Maligorne    |
| -  | Francia (bandiera) | C     | Jean-Claude Suaudeau |
| -  | Francia (bandiera) | C     | Joël Prou            |
| -  | Francia (bandiera) | C     | Jean Guillot         |
| -  | Francia (bandiera) | A     | Philippe Gondet      |
| -  | Francia (bandiera) | A     | Bernard Thouvenin    |
| -  | Mali (bandiera)    | A     | Bassidiki Touré      |

## Calciomercato
| Acquisti | Acquisti          | Acquisti  | Acquisti   |
| R.       | Nome              | da        | Modalità   |
| -------- | ----------------- | --------- | ---------- |
| P        | André Castel      | Cherbourg | definitivo |
| D        | Georges Grabowski | Nantes 2  | definitivo |
| C        | Lionel Lamy       | Nantes 2  | definitivo |
| C        | Bernard Maligorne | Nantes 2  | definitivo |
| A        | Joël Prou         | Nantes 2  | definitivo |
| A        | Bassidiki Touré   | Nantes 2  | definitivo |

| Cessioni | Cessioni            | Cessioni    | Cessioni   |
| R.       | Nome                | a           | Modalità   |
| -------- | ------------------- | ----------- | ---------- |
| P        | Roger Moine         | Boulogne    | definitivo |
| D        | Louis Rault         | Cherbourg   | definitivo |
| C        | Jean-Marie Couronne | Montpellier | definitivo |

## Risultati

### Ligue 1

#### Girone di andata
| Arbitro: | Louis Raynard |

|                                       |           |                  |
| Douis 50’, 62’ Cossou 52’ Peretti 83’ | Marcatori | 41’ (rig.) Simon |

| Arbitro: | Marcel Albert Bois |

|                                        |           |             |
| Muller 3’ Boukhalfa 32’ Simon 34’, 68’ | Marcatori | 85’ Ferrier |

| Arbitro: | Jacquies Lamour |

|                            |           |  |
| Suadeau 20’ Simon 48’, 61’ | Marcatori |  |

| Arbitro: | Henri Faucheux |

|                                |           |                         |
| Lafranceschina 10’ Thétard 20’ | Marcatori | 61’ Simon 83’ Boukhalfa |

| Arbitro: | Robert Lacoste |

|                                                |           |                   |
| Muller 3’ Blanchet 52’ Boukhalfa 69’ Simon 75’ | Marcatori | 47’ Péri 87’ Alba |

| Arbitro: | Claude Blum |

|                            |           |                 |
| De Bourgoing 49’ Keïta 59’ | Marcatori | Muller 13’, 34’ |

| Arbitro: | Maurice Bondon |

|  |           |                     |
|  | Marcatori | 7’ Valls 23’ Parodi |

| Arbitro: | Guy Gabaye |

|  |           |                                       |
|  | Marcatori | 10’ Gondet 21’ Boukhalfa 47’ Blanchet |

| Arbitro: | Robert Steiner |

|                      |           |           |
| Muller 15’ Simon 90’ | Marcatori | 39’ Tulik |

| Arbitro: | Robert Héliès |

|                              |           |  |
| Wojciaj 68’ Dorsini 76’, 85’ | Marcatori |  |

| Arbitro: | Jean Malleville |

|                                     |           |                       |
| Gondet 3’ Simon 25’ Le Chenadec 81’ | Marcatori | 5’ Farias 67’ Hausser |

| Arbitro: | Guy Gabaye |

|                    |           |          |
| Grabowski 15’, 55’ | Marcatori | 13’ Prou |

| Arbitro: | Marcel Albert Bois |

|                      |           |                                           |
| Simon 43’ Santos 77’ | Marcatori | 60’ Dubaële 75’ Rodighiero 88’ Pellegrini |

| Arbitro: | Pierre Schwinte |

|            |           |              |
| Krstić 43’ | Marcatori | 18’ Blanchet |

| Arbitro: | Maurice Bondon |

|                      |           |                        |
| Simon 79’ Santos 85’ | Marcatori | 6’ Lemelle 77’ Salaber |

| Arbitro: | Robert Héliès |

|           |           |                 |
| Bruey 18’ | Marcatori | 29’ Le Chenadec |

| Arbitro: | Emile Mallereau |

|                                              |           |           |
| Simon 17’, 40’ Santos 34’ Boukhalfa 65’, 80’ | Marcatori | 69’ Blanc |

#### Girone di ritorno
| Arbitro: | Pierre Schwinte |

|                         |           |  |
| Heutte 3’ Mekhloufi 37’ | Marcatori |  |

| Arbitro: | Jean Tricot |

|          |           |                            |
| Gori 63’ | Marcatori | 2’, 83’ Blanchet 69’ Simon |

| Arbitro: | Marcel Albert Bois |

|           |           |             |
| Simon 17’ | Marcatori | 70’ Andrien |

| Arbitro: | Marcel Albert Bois |

|                 |           |           |
| Stachowiecz 21’ | Marcatori | 25’ Simon |

| Arbitro: | Henri Faucheux |

|                        |           |  |
| Blanchet 43’ Simon 89’ | Marcatori |  |

| Arbitro: | Emile Mallereau |

|  |           |                           |
|  | Marcatori | 40’ Santos 54’, 84’ Simon |

| Arbitro: | Pierre Schwinte |

|           |           |             |
| Simon 89’ | Marcatori | 33’ Oudjani |

| Arbitro: | Marcel Albert Bois |

|                       |           |                           |
| Tulik 3’ Dogliani 43’ | Marcatori | 2’ Blanchet 42’ Boukhalfa |

| Arbitro: | Robert Steiner |

|                                      |           |  |
| Santos 29’, 41’, 55’ Le Chenadec 62’ | Marcatori |  |

| Arbitro: | Henri Faucheux |

|            |           |  |
| Santos 26’ | Marcatori |  |

| Arbitro: | Murice Bondon |

|                                              |           |  |
| Pellegrini 32’, 50’ Ascensio 62’ Prigent 85’ | Marcatori |  |

| Arbitro: | Emile Mallereau |

|                           |           |  |
| Simon 54’, 55’ Santos 69’ | Marcatori |  |

| Arbitro: | Achille Carette |

|                     |           |                       |
| Roy 13’ Cardoni 19’ | Marcatori | 54’ Simon 68’ Suadeau |

| Arbitro: | Henri Faucheux |

|          |           |             |
| Bout 36’ | Marcatori | 87’ Suadeau |

| Arbitro: | Robert Steiner |

|                       |           |  |
| Guillot 38’, 80’, 83’ | Marcatori |  |

| Arbitro: | Marcel Albert Bois |

|  |           |            |
|  | Marcatori | 86’ Gondet |

| Arbitro: | Henri Faucheux |

|                     |           |            |
| Simon 9’ Muller 14’ | Marcatori | 89’ Bailet |

## Statistiche

### Statistiche di squadra
| Competizione        | Punti | Totale | Totale | Totale | Totale | Totale | Totale | DR  |
| Competizione        | Punti | G      | V      | N      | P      | Gf     | Gs     | DR  |
| ------------------- | ----- | ------ | ------ | ------ | ------ | ------ | ------ | --- |
| Division 1          | 43    | 34     | 16     | 11     | 7      | 66     | 45     | +21 |
| Coppa di Francia    | -     | 4      | 2      | 1      | 1      | 8      | 5      | +3  |
| Coppa Charles Drago | -     | 3      | 2      | 0      | 1      | 10     | 7      | +3  |
| Coupe de la Ligue   | 8     | 11     | 7      | 3      | 1      | 28     | 13     | +15 |
| Totale              |       | 52     | 27     | 15     | 10     | 112    | 70     | +42 |

### Andamento in campionato
| Giornata  | 1  | 2 | 3 | 4 | 5 | 6 | 7 | 8 | 9 | 10 | 11 | 12 | 13 | 14 | 15 | 16 | 17 | 18 | 19 | 20 | 21 | 22 | 23 | 24 | 25 | 26 | 27 | 28 | 29 | 30 | 31 | 32 | 33 | 34 |
| --------- | -- | - | - | - | - | - | - | - | - | -- | -- | -- | -- | -- | -- | -- | -- | -- | -- | -- | -- | -- | -- | -- | -- | -- | -- | -- | -- | -- | -- | -- | -- | -- |
| Luogo     | T  | C | C | T | C | T | C | T | C | T  | C  | T  | C  | T  | C  | T  | C  | T  | T  | C  | T  | C  | T  | C  | T  | C  | C  | T  | C  | T  | T  | C  | T  | C  |
| Risultato | P  | V | V | N | V | N | P | V | V | P  | V  | P  | P  | N  | N  | N  | V  | P  | V  | N  | N  | V  | V  | N  | N  | V  | V  | P  | V  | N  | N  | V  | V  | V  |
| Posizione | 18 | 7 | 5 | 5 | 3 | 3 | 4 | 2 | 1 | 3  | 1  | 4  | 7  | 7  | 5  | 5  | 6  | 5  | 4  | 4  | 6  | 5  | 4  | 3  | 3  | 2  | 1  | 1  | 2  | 1  | 2  | 1  | 1  | 1  |

Legenda:

Luogo: C = Casa; T = Trasferta. Risultato: V = Vittoria; N = Pareggio; P = Sconfitta.

### Statistiche dei giocatori
| Giocatore      | Division 1 | Division 1 | Coppa di Francia | Coppa di Francia | Coppa Charles Drago | Coppa Charles Drago | Coupe de la Ligue | Coupe de la Ligue | Totale   | Totale |
| Giocatore      | Presenze   | Reti       | Presenze         | Reti             | Presenze            | Reti                | Presenze          | Reti              | Presenze | Reti   |
| -------------- | ---------- | ---------- | ---------------- | ---------------- | ------------------- | ------------------- | ----------------- | ----------------- | -------- | ------ |
| B. Blanchet    | 32         | 7          | 4                | 0                | 0                   | 0                   | ?                 | ?                 | 36+      | 7+     |
| S. Boukhalfa   | 26         | 7          | 4                | 1                | 1                   | 0                   | 1+                | ?                 | 32+      | 8+     |
| G. Bout        | 15         | 0          | 0                | 0                | 3                   | 0                   | 1+                | ?                 | 19+      | 0+     |
| R. Budzynski   | 33         | 0          | 4                | 0                | 2                   | 0                   | 1+                | ?                 | 40+      | 0+     |
| A. Castel      | 1          | 0          | 1                | -1               | 3                   | -7                  | ?                 | ?                 | 5+       | -8+    |
| G. De Michèle  | 27         | 0          | 4                | 0                | 1                   | 0                   | ?                 | ?                 | 32+      | 0+     |
| D. Eon         | 33         | 0          | 3                | -5               | 0                   | 0                   | 1+                | ?                 | 37+      | -5+    |
| P. Gondet      | 16         | 3          | 1                | 0                | 2                   | 1                   | 1+                | 2                 | 20+      | 6      |
| G. Grabowski   | 2          | 0          | 0                | 0                | 1                   | 0                   | ?                 | ?                 | 3+       | 0+     |
| J. Guillot     | 5          | 3          | 0                | 0                | 2                   | 2                   | 1+                | ?                 | 8+       | 5+     |
| Y. Jort        | 4          | 0          | 0                | 0                | 3                   | 0                   | 1+                | ?                 | 8+       | 0+     |
| L. Lamy        | 4          | 0          | 1                | 0                | 1                   | 0                   | ?                 | ?                 | 6+       | 0+     |
| G. Le Chenadec | 33         | 3          | 4                | 2                | 1                   | 0                   | 1+                | ?                 | 39+      | 5+     |
| B. Maligorne   | 0          | 0          | 0                | 0                | 2                   | 0                   | ?                 | ?                 | 2+       | 0+     |
| R. Muller      | 29         | 6          | 4                | 0                | 1                   | 0                   | 1+                | 1                 | 35+      | 7      |
| J. Prou        | 4          | 1          | 0                | 0                | 1                   | 2                   | ?                 | ?                 | 5+       | 3+     |
| R. Santos      | 27         | 9          | 3                | 0                | 3                   | 1                   | ?                 | ?                 | 33+      | 10+    |
| R. Siatka      | 22         | 0          | 3                | 0                | 1                   | 0                   | ?                 | ?                 | 26+      | 0+     |
| J. Simon       | 32         | 24         | 4                | 5                | 0                   | 0                   | 1+                | 1                 | 37+      | 30     |
| J. Suaudeau    | 29         | 3          | 3                | 0                | 2                   | 1                   | 1+                | ?                 | 35+      | 4+     |
| B. Thouvenin   | 0          | 0          | 0                | 0                | 1                   | 0                   | ?                 | ?                 | 1+       | 0+     |
| B. Touré       | 0          | 0          | 0                | 0                | 1                   | 0                   | ?                 | ?                 | 1+       | 0+     |